# Crematogaster nigeriensis
Crematogaster nigeriensis är en myrart som beskrevs av Santschi 1914. Crematogaster nigeriensis ingår i släktet Crematogaster och familjen myror.

## Underarter
Arten delas in i följande underarter:
- C. n. nigeriensis
- C. n. wilnigra